# Fulham FC
Fulham Football Club (/ fʊləm /) je anglický profesionální fotbalový klub z londýnské čtvrti Fulham. Jako nejstarší londýnský klub byl založen v roce 1879. Ve Fulhamu vyrůstalo mnoho známých hráčů, např. Johnny Haynes a George Cohen. Neslavná část historie Fulhamu se začala psát v roce 1968, kdy tým sestoupil. Za pár let se propadl i do nižší soutěže a v roce 1996 se těsně udržel ve 4. lize. Potom však Cottagers začali stoupat a v roce 2001 se vrátili do Premier League.
Následně se Fulham třikrát objevil i v evropských pohárech, z nichž v roce 2002 vyhrál Pohár Intertoto a v roce 2010 se dokonce probojoval do finále Evropské ligy. Od roku 2020 hraje nejvyšší anglickou Premier League.

## Historie

### 1879–1898: Vznik
Fulham byl založen v roce 1879 pod názvem Fulham St Andrew's Church Sunday School F.C. věřícími z kostela St. Andrew v Londýně. Dodnes je v tomto kostele vystavena pamětní listina o vzniku klubu. Fulham hned vyhrál West London Amateur Cup v roce 1887 a o rok později se zkrátilo jméno klubu do současné formy. V roce 1893 vyhrál Fulham West London League hned na první pokus. O tři roky později začali hrát na stadionu Craven Cottage, jejich první zápas byl proti dnes zaniklému týmu Minerva FC. Klub získal profesionální status 12. prosince 1898 a v témže roce byli přijati do Southern League's Second Division. V sezoně 1902-03 tuto soutěž vyhrál a postoupil do Southern League First Division. Fulham i tuto soutěž vyhrál, a to hned dvakrát, v roce 1905-06 a 1906-07.

### 1907–1949: Football League
Fulham postoupil do Football League po druhém z dvou triumfů v nižší soutěži. V prvním utkání v sezoně 1907-08 ale prohrál doma s Hull City AFC 1-0. Fulham se však první výhry dočkal za pár dní později, proti Derby County's Baseball Ground vyhrál 1-0. Fulham skončil na pátém místě a dostal se také do semifinále FA Cupu, do kterého se dostal výhrou ve čtvrtfinále 8-3 proti Luton Town. Semifinále se klubu však nepovedlo a tým prohrál s Newcastle United FC 6-0, což je až dodnes nejvyšší semifinálová porážka v FA Cupu. O dva roky později klub vyhrál londýnský Challenge Cup a v sezoně 1927-28 sestoupil do 3. jižní divize.
Nadcházející sezony klub skončil ve třetí divizi na pátém, sedmém a devátém místě. Divizi vyhrál v roce 1931-32, kdy ze 42 zápasů vyhrál 24 a vstřelil celkem 111 gólů, za což postoupil zpět do druhé ligy. Ve druhé lize skončil Fulham na třetím místě hned za Tottenhamem a Stoke City FC. V FA Cupu se opět dostal do semifinále a dne 08.10.1938 proti Millwallu přišla na Craven Cottage rekordní návštěva 49 335 diváků. V roce 1939 byla liga narušena kvůli 2. světové válce a plný ligový program byl obnoven pouze pro sezónu 1946-47, kterou Fulham vyhrál a postoupil do první ligy.

### 1949–1969: První liga na Fulhamu

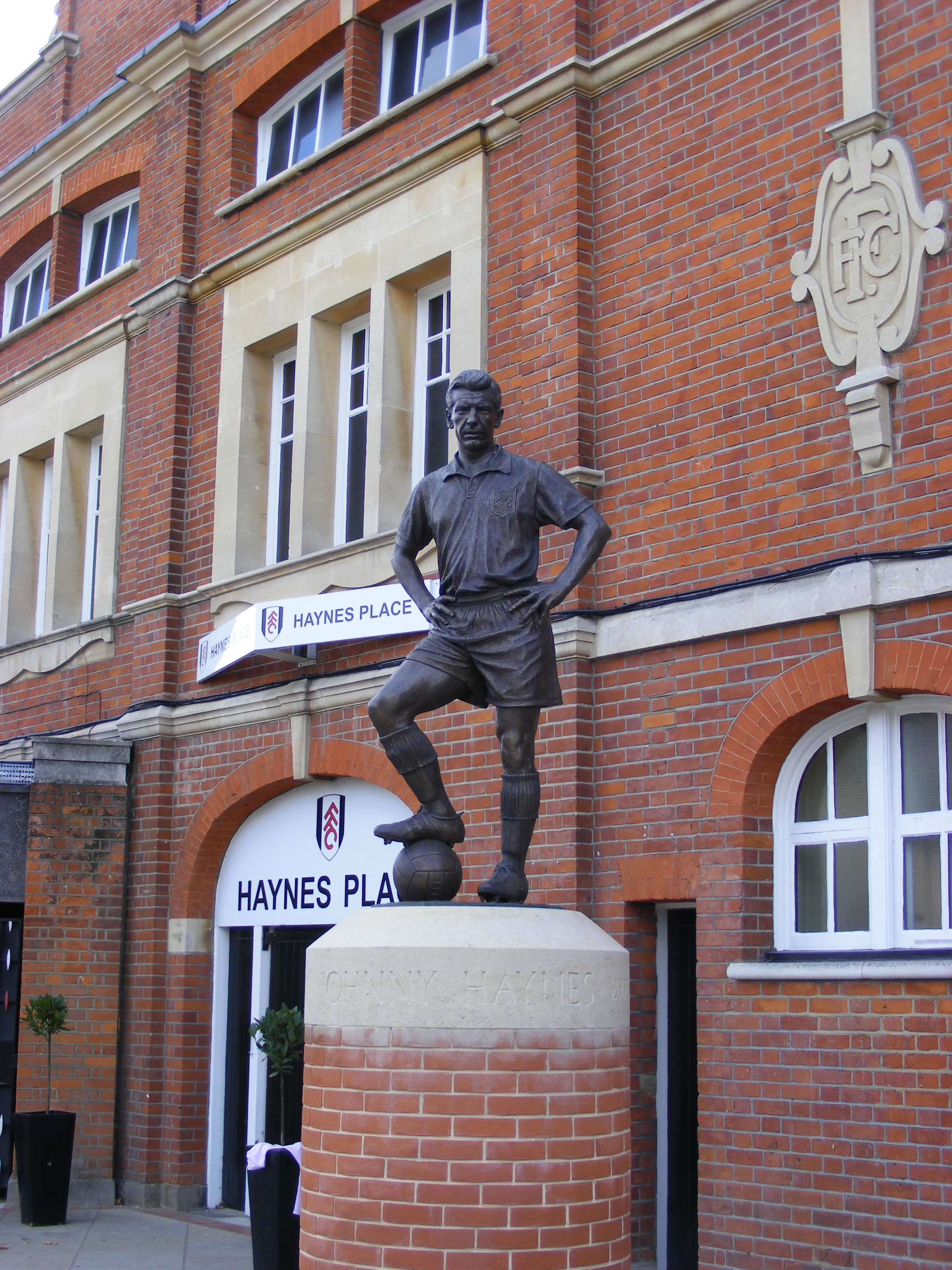
Johnny Haynes

Po postupu do první ligy klub jako nováček nestačil a první sezonu skončil na sedmnáctém místě a další až na osmnáctém. A třetí sezonu skončil na dvaadvacátém místě, což znamenalo sestup. Fulham hrál potom několik sezon v druhé lize a v roce 1958 dosáhl semifinále FA Cupu a také postupu, protože klub skončil druhý hned za Sheffieldem Wednesday. Pod většinu tehdejších úspěchů se podepsal nejlepší střelec týmu Graham Leggat, který ve 277 zápasech vstřelil 134 gólů. V sezóně 1959-60 dosáhl Fulham historického desátého místa, který tým překonal až v roce 2004, kdy skončil devátý. A důkaz toho, že tým byl dřív opravdu silný, bylo i další semifinále FA Cupu. Do této doby se na Craven Cottage hrálo před třicetitisícovými davy. Potom klub párkrát těsně unikl sestupu, který však přišel sezonu 1967-68. Jenže další sezonu klub šokoval a sestoupil rovnou do třetí ligy.
Není možné mluvit o tomto období v historii Fulhamu, aniž by se nezmínilo o Johnny Haynesovi. Ofenzivní záložník podepsal smlouvu na Craven Cottage ještě jako školák v roce 1950 a o dva roky později debutoval o Druhém svátku vánočním proti Southamtonu. Celkem hrál za Fulham osmnáct let a odehrál 657 zápasů. Haynes je často považován za největšího hráče v historii Fulhamu, v roce 1961 se dokonce umístil na třetím místě v anketě Zlatý míč pro nejlepšího fotbalistu Evropy. Dnes má před Craven Cottage sochu na počest po jeho smrti při autonehodě v roce 2005.

### 1970–1994: Pád až na dno
Fulham v třetí divizi přetrval jen dvě sezony a postoupil do druhé ligy. Odměna pro fanoušky se naskytla v roce 1975, kdy se tým probojoval do finále FA Cupu, kde však prohrál s West Hamem United 2-0. Za finále získal klub účast na jiném evropském turnaji, na Anglicko-skotském poháru, i zde Fulham prohrál ve finále, tentokrát s Middlesbrough. Za Fulham hrál i George Best, v sezoně 1976-77 odehrál 47 zápasů. Tragédie se naskytla po sezoně 1979-80, kdy tým znovu sestoupil do třetí ligy. Výpověď na trenérské lavičce dostal Bobby Campbell, kterého nahradil Malcolm Macdonald. Klub se však za dvě sezony vrátil zpět do druhé ligy. V nadcházející sezoně to vypadalo na postup do první ligy, ale po rozprodání dobrých hráčů klub v roce 1986 znovu sestoupil. Fulham málem zkrachoval v roce 1987 a mluvilo se také o sloučení s QPR, ale nestalo se tak. V roce 1992 se první liga přejmenovala na Premier League, Fulham však hrál až třetí ligu a po špatné sezoně 1993–1994 sestoupil do čtvrté ligy.

### 1994–1996: Ve čtvrté lize
Po sestupu byl jmenován nový trenér - Ian Branfoot. V jeho první sezoně tým skončil na osmém místě a v sezoně 1995-96 Fulham skončil na nejnižší ligové pozici v historii, skončil na sedmnáctém místě ze čtyřiadvaceti klubů. Branfoot byl okamžitě odvolán a jeho místo nahradil Micky Adams, který dohlížel na vzestup ve formě.

### 1997–2001: Převzetí Al-Fayeda
Milionář Mohamed Al-Fayed koupil Fulham v létě roku 1997 a ihned odvolal manažera Adamse z důvodu špatného startu do ligy. Jeho nástupce byl Ray Wilkins, který Fulham dostal do třetí ligy. Jeho asistent byl Kevin Keegan, který ho pak později nahradil a zavázal se, že tým dostane do Premier League do pěti let. Potom odešel trénovat anglickou reprezentaci a Al-Fayed ho nahradil Paulem Bracewellem. Potom sehnal dva zkušené hráče Paula Peschisolida a Chrise Colemana. Tým byl úspěšný a sezonu 1998-99 postoupil do druhé ligy. Bracewell byl vyhozen v březnu 2000 a nahradil ho Jean Tigana, který přivedl řadu mladých hvězd (například útočník Louis Saha) a v sezoně 2000-01 vyhrál s Fulhamem druhou ligu. Tuto sezonu Fulham získal 101 bodů ze 138 možných.

### 2001–2007: Návrat do Premier League

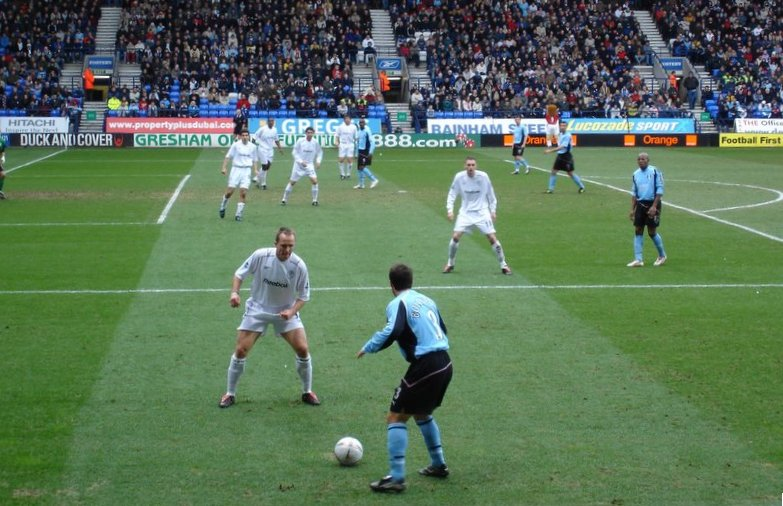
Fulham hrající v modrém proti Boltonu Wanderers v roce 2005

Fulham se vrátil na vrchol a první ligu si zahrál poprvé od roku 1968. V první sezoně klub skončil třináctý a také se znovu dostal do semifinále FA Cupu a díky tomu se dostal i do Poháru Intertoto. Fulhamu však nebylo dovoleno pokračovat na Craven Cottage, protože nesplňoval podmínky pro stadiony a jelikož za brankami byla místa jen na stání, tak stadion musel projít značnou rekonstrukcí. Fulham byl nucen hrát na nedalekém Loftus Road, stadionu QPR, během sezon 2002-03 a 2003-04. V roce 2002-03 se Fulham pohyboval ve spodní části tabulky a Mohammed Al-Fayed řekl Jeanu Tiganovi, že smlouvu na konci roku už mu neprodlouží. Tigana mezitím zlomil rekord klubu a koupil Steve Marletta z Olympique Lyon za 11,5 milionu liber. Před koncem sezony byl však Tigana vyhozen a dočasně ho nahradil Chris Coleman a s týmem získal 10 bodů z 15 možných a tým zachránil od sestupu. Coleman byl jmenován trenérem klubu v létě roku 2003 a navzdory předpovědi, že kvůli trenérské nezkušenosti by mohl tým sestoupit, dovedl Fulham na tehdy rekordní deváté místo. Po sezoně také prodal útočníka Louise Sahu do Manchesteru United za rekordních 13 milionů liber. Coleman příští sezonu předvedl další působivý výkon a tým dovedl na klidné 13. místo. Další sezonu se zlepšil o jednu příčku a hlavním úspěchem byla výhra 1-0 nad místním rivalem, ale také nad pozdějším vítězem Chelsea FC. Fulham neměl dobrý start v sezoně 2006-07, kdy prohrál s Manchesterem United 5-1 a rázem ho postihla špatná forma. Tým převzal na dobu neurčitou Lawrie Sanchez, který dokázal tým udržet v Premier League. Sanchez po sezoně dostal silnou finanční podporu a nakoupil mnoho dobrých hráčů, nejdražší byl útočník Diomansy Kamara, potom přišli hráči ze Severního Irska - David Healy, Steven Davis, Aaron Hughes a Chris Baird. Avšak ke špatným výkonům mužstva se tým nacházel v sestupovém pásmu a Lawrie Sanchez byl odvolán. Místo něj byl jmenován jako nový manažer Roy Hodgson 28. prosince 2007.

### 2008–2010: Hodgsonova revoluce

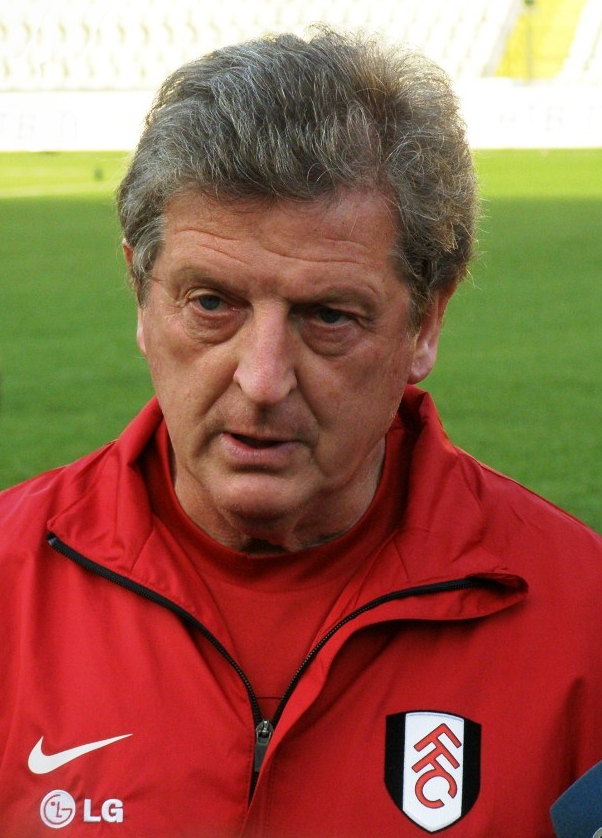
Roy Hodgson

Hodgsonův debut nevyšel dobře a Fulham prohrál s Chelsea FC 2:1. Potom přišly bezbrankové remízy a domácí výhra 1-0 nad Evertonem. Fulham však nedokázal udržet chod a prohrál 3-1 s Tottenhamem a šance na záchranu byly velmi malé. I přes negativní kritiku se Hodgson snažil tým udržet a zbývalo už jen pět zápasů. Neuvěřitelná série začala dobře a v předposledním kole Fulham prohrával 2-0 o poločase s Manchesterem City. Vývoj zápasu však dokázal i díky dvěma brankám Kamary otočit na konečný výsledek 3-2 pro Fulham. Poslední kolo hráli Cottagers venku proti Portsmouthu a potřebovali k udržení vyhrát. Zápas byl pořád bez branek, až patnáct minut před koncem Kamara vybojoval volný kop, který Jimmy Bullard rozehrál na Danny Murphyho, který hlavou trefil gól, ale také udržení v nejvyšší soutěži. V sezoně 2008-09 se klub probojoval do čtvrtfinále FA Cupu, kde jej zastavil Manchester United a v lize skončil dokonce sedmý, což mu vybojovalo 3. předkolo v Evropské lize. Rok 2009-10 byl pravděpodobně nejúspěšnější v historii klubu. Tým opět vypadl ve čtvrtfinále FA Cupu s Tottenhamem a v lize skončil dvanáctý. V Evropské lize se Fulham dostal až do finále, kde prohrál 2-1 v prodloužení s Atleticem Madrid. Cestou do finále Fulham prošel nečekaně přes velmi slavné kluby jako Hamburger SV, VfL Wolfsburg, Juventus Turín, FK Šachtar Doněck, AS Řím nebo Basilej. Hodgson byl zvolen trenérem roku a po sezoně se rozhodl trénovat Liverpool FC.

### 2010–2014: Fulham jako tradiční člen Premier League
Po Hodgsonově odchodu nebylo jasné, kdo bude Fulham trénovat. Mohamed Al-Fayed jednal s Martinem Jolem, který trénoval Ajax Amsterdam, ale neuspěl. Nakonec na lavičku usedl velšský trenér Mark Hughes (fotbalista), který v minulosti trénoval několik klubů z Premier League. Jeho nástup ale nebyl nejlepší, Fulham často remizoval a vyhrával jen zřídka. To vedlo k tomu, že klub se pohyboval jen těsně nad sestupovým pásmem. V polovině sezony však Fulham doma porazil v poháru Tottenham 4-0 a rozjel se ke skvělým výkonům, díky kterým nakonec skončil na výborném 8. místě. Ještě větší úspěch byl, že se klub dokázal znovu kvalifikovat do Evropské ligy, díky Fair-Play.
Jenže na začátku června 2011 Mark Hughes nečekaně rezignoval a na Craven Cottage tedy přišel Martin Jol, o kterého klub usiloval už minulý rok. Jol si do Fulhamu přivedl několik hráčů, mezi kterými byli i dva Češi Zdeněk Grygera a Marcel Gecov. Angažmá začalo pro nizozemského trenéra dobře, protože tým dostal z 1. předkola poměrně hladce do základních skupin. V Premier League už zápasy tak snadné nebyly a na týmu to bylo znát. Výhry se klub dočkal až v sedmém kole proti rivalovi Queens Park Rangers, kterého přejel jednoznačně 6-0, Andy Johnson vstřelil první hattrick Fulhamu v Premier League. Jenže ani toto vítězství nepomohlo, klub se trápil a nakonec i vypadl senzačně v základních skupinách Evropské ligy, kdy v posledním zápase prohospodařil dvoubrankové vedení proti Odense. Proto se v polovině udály velké změny, klub opustila ikona klubu Bobby Zamora, místo kterého přišel Pavel Pogrebňak. Od začátku roku 2012 klub chytil vynikající formu, když porazil Arsenal 2-1 a následně Newcastle 5-2 a Wolverhampton 5-0. V těchto zápasech dokonce padly dva hattricky, proti Magpies se třikrát trefil Clint Dempsey, proti Wolves zimní posila Pavel Pogrebňak. V posledních kolech Fulham remizoval 1-1 s Chelsea, pozdějším vítězem Ligy mistrů, když byl ještě výrazně lepší, a potom i dokázal uhrát historickou výhru 1-0 na Anfield Road proti domácímu Liverpoolu.
Sezonu 2012-13 odstartoval klub skvěle. V prvním kole porazil Norwich 5-0 a po prvním kole se poprvé v historii nacházel na prvním místě tabulky. Před koncem přestupního období klub navíc posílil Dimitar Berbatov z Manchesteru United. Právě Berbatov se stal hlavním tahounem klubu a svými 15 góly přispěl ke konečnému 12. místu.

### 2014–: Nové vedení a sestup
Před sezonou 2013-14 se rozhodl Mohamed Al-Fayed prodat klub po 16 letech americkému podnikateli Shahidu Khanovi za částku mezi 150-200 miliony liber. Jenže začátek sezony se klubu nepovedl a brzy odstoupil trenér Martin Jol, kterého nahradil krajan René Meulensteen. Ale ani Meulensteen Fulhamu nepomohl ze sestupových vod a jako poslední naděje se ukázalo angažování německého kouče Felixe Magatha. Tým však tlak v závěrečných kolech neustál a nakonec skončil na 19., tj. sestupovém místě. Do League Championship se vrátil po 13 letech.

## Soupiska
K 4. září 2023
| Číslo |            | Pozice | Hráč                         |
| ----- | ---------- | ------ | ---------------------------- |
| 1     | Slovensko  | B      | Marek Rodák                  |
| 2     | Nizozemsko | O      | Kenny Tete                   |
| 3     | Nigérie    | O      | Calvin Bassey                |
| 4     | Anglie     | O      | Tosin Adarabioyo             |
| 6     | Anglie     | Z      | Harrison Reed                |
| 7     | Mexiko     | Ú      | Raúl Jiménez                 |
| 8     | Wales      | Ú      | Harry Wilson                 |
| 10    | Skotsko    | Z      | Tom Cairney (kapitán)        |
| 11    | Španělsko  | Ú      | Adama Traoré                 |
| 13    | USA        | O      | Tim Ream (zástupce kapitána) |
| 14    | Jamajka    | Z      | Bobby Decordova-Reid         |
| 17    | Německo    | B      | Bernd Leno                   |
| 18    | Brazílie   | Z      | Andreas Pereira              |

| Číslo |             | Pozice | Hráč                                       |
| ----- | ----------- | ------ | ------------------------------------------ |
| 19    | Brazílie    | Ú      | Rodrigo Muniz                              |
| 20    | Brazílie    | Ú      | Willian                                    |
| 21    | Belgie      | O      | Timothy Castagne                           |
| 23    | Německo     | B      | Steven Benda                               |
| 26    | Portugalsko | Z      | João Palhinha                              |
| 28    | Srbsko      | Z      | Saša Lukić                                 |
| 30    | Brazílie    | Ú      | Carlos Vinícius                            |
| 31    | Francie     | O      | Issa Diop                                  |
| 33    | USA         | O      | Antonee Robinson                           |
| 35    | Austrálie   | Z      | Tyrese Francois                            |
| 38    | Wales       | Z      | Luke Harris                                |
|       | Senegal     | O      | Fodé Ballo-Touré (na hostování z AC Milán) |
|       | Nigérie     | Z      | Alex Iwobi                                 |

### Na hostování
| Číslo |            | Pozice | Hráč                                                                  |
| ----- | ---------- | ------ | --------------------------------------------------------------------- |
|       | Švýcarsko  | O      | Kevin Mbabu (na hostování v Augsburgu do konce sezóny 2023/24)        |
|       | Nizozemsko | O      | Terence Kongolo (na hostování v Rapidu Vídeň do konce sezóny 2023/24) |

## Účast v evropských pohárech
Fulham se třiktát účastnil evropských pohárů. Nejprve v sezoně 2002-03 za semifinále FA Cupu, kdy se dostal do Poháru Intertoto. Potom se dostal do 3. předkola Evropské ligy za sedmé místo v Premier League v sezoně 2009-10 a naposledy o dva roky později za Fair-Play.
Fulham doma v evropských pohárech jako jediný klub v Evropě (z pravidelněji hrajících) nikdy neprohrál.

Soupiska finále Evropské ligy z 12.5.2010

Dne 18. února 2010 měl Fulham doma hrát se Šachtarem Doněck, s držiteli Poháru UEFA z minulého roku. Tehdy se trefil Zoltán Gera a Bobby Zamora a Fulham porazil Šachtar 2-1 a za týden na Ukrajině remizoval, takže postoupil. Poté, co porazil Juventus Turín, postoupil do čtvrtfinále proti německému mistrovi z Wolfsburgu. 1. dubna Fulham porazil Wolfsburg 2-1, když se ve druhé půli trefil Bobby Zamora a Damien Duff. Pár minut před koncem stihl snížit jen Alexander Madlung a když o týden později stihl Bobby Zamora vstřelit gól za 19 sekund od odpískání začátku, bylo o postupujícím rozhodnuto. V semifinále byl Fulhamu nalosován Hamburger SV, další německý tým. Mezitím však vybuchla islandská sopka, letecká doprava musela být zrušena a muselo se cestovat autobusem. To byla obrovská nevýhoda a všechny týmy, které cestovaly dlouhé hodiny autobusem, tak venku první zápas semifinále Evropské ligy nebo Ligy Mistrů prohrály. Jediný Fulham neprohrál a dokázal remizovat 0-0. O týden později měl Fulham hrát doma, létání už však bylo povoleno. Toho využil útočník hostů Mladen Petrić, který skóroval nechytatelně do šibenice. V tuto chvíli potřeboval Fulham vstřelit minimálně 2 góly, protože Hamburk vstřelil gól venku. Hamburk už se možná viděl ve finále, ale v 69. minutě si Simon Davies skvěle obhodil obránce Demela a krásně zakončil. A lépe bylo, když o sedm minut později vstřelil gól i Zoltán Gera a cesta do finále byla volná.
Dne 12.5.2010 se odehrálo finále Evropské Ligy proti Atléticu Madrid. Atlético mělo v zápase lehčí převahu a ve 32. minutě toho využil Diego Forlán. Fulham si z toho nic nedělal a Simon Davies o pět minut později krásnou volejí srovnal. Jenže do 90. minuty se už nic nestalo a zápas dospěl do prodloužení. V první patnáctiminutovce měl velkou šanci Sergio Agüero, ale neproměnil ji. Až pak přišla osudová 116. minuta. Aguero si obhodil Hughese, nacentroval a Diego Forlán opět skóroval.
V sezoně 2011-12 se Fulham znovu kvalifikoval do Evropské ligy díky Fair-Play. Musel však hrát už od 1. předkola a postupně úspěšně prošel přes týmy NSI Runavík, Crusaders, NK Split a Dnipro Dněpropetrovsk až do základních skupin. V základních skupinách si tým vedl také docela slušně, jenže ve dvou posledních zápasech měl velkou smůlu. V předposledním kole prohrál s Twente 1-0 po gólu v 89. minutě a v posledním zápase s Odense musel vyhrát. Fulham brzy vedl 2-0, nastřelil několik brankových konstrukcí a obránci soupeře pomáhali s vykopáváním míčů z brankové čáry. Jenže Odense nakonec snížilo v průběhu druhého poločasu a pak i srovnalo v 93. minutě. Pod oba góly se podepsal nezkušený brankář Neil Etheridge, který musel nastoupit jako náhrada za náhle zraněné tradiční opory Marka Schwarzera.
| Sezóna  | Soutěž        | Kolo        | Země            | Klub            | Doma                 | Venku                | Celkem   |
| ------- | ------------- | ----------- | --------------- | --------------- | -------------------- | -------------------- | -------- |
| 2002-03 | Intertoto Cup | Druhé kolo  | Finsko          | Haka            | 0–0                  | 1–1                  | 1–1(p)   |
| 2002-03 | Intertoto Cup | Třetí kolo  | Řecko           | Egaleo          | 1–0                  | 1–1                  | 2–1      |
| 2002-03 | Intertoto Cup | Semifinále  | Francie         | Sochaux         | 1–0                  | 2–0                  | 3–0      |
| 2002-03 | Intertoto Cup | Finále      | Itálie          | Bologna         | 3–1                  | 2–2                  | 5–3      |
| 2002-03 | Pohár UEFA    | První kolo  | Chorvatsko      | Hajduk Split    | 2–2                  | 1–0                  | 3–2      |
| 2002-03 | Pohár UEFA    | Druhé kolo  | Chorvatsko      | Dinamo Záhřeb   | 2–1                  | 3–0                  | 5–1      |
| 2002-03 | Pohár UEFA    | Třetí kolo  | Německo         | Hertha BSC      | 0–0                  | 1–2                  | 1–2      |
| 2009-10 | Evropská liga | 3. předkolo | Litva           | Vėtra           | 3–0                  | 3–0                  | 6–0      |
| 2009-10 | Evropská liga | 4. předkolo | Rusko           | Amkar Perm      | 3–1                  | 0–1                  | 3–2      |
| 2009-10 | Evropská liga | Skupina     | Švýcarsko       | Basel           | 1–0                  | 3–2                  | 2. místo |
| 2009-10 | Evropská liga | Skupina     | Bulharsko       | CSKA Sofia      | 1–0                  | 1–1                  | 2. místo |
| 2009-10 | Evropská liga | Skupina     | Itálie          | Roma            | 1–1                  | 1–2                  | 2. místo |
| 2009-10 | Evropská liga | Druhé kolo  | Ukrajina        | Šachtar Doněck  | 2–1                  | 1–1                  | 3–2      |
| 2009-10 | Evropská liga | Osmifinále  | Itálie          | Juventus        | 4–1                  | 1–3                  | 5–4      |
| 2009-10 | Evropská liga | Čtvrtfinále | Německo         | Wolfsburg       | 2–1                  | 1–0                  | 3–1      |
| 2009-10 | Evropská liga | Semifinále  | Německo         | Hamburg         | 2–1                  | 0–0                  | 2–1      |
| 2009-10 | Evropská liga | Finále      | Španělsko       | Atlético Madrid | 1–2 (po prodloužení) | 1–2 (po prodloužení) |          |
| 2011/12 | Evropská liga | 1. předkolo | Faerské ostrovy | NSÍ Runavík     | 3–0                  | 0-0                  | 3–0      |
| 2011/12 | Evropská liga | 2. předkolo | Severní Irsko   | Crusaders       | 4-0                  | 3-1                  | 7-1      |
| 2011/12 | Evropská liga | 3. předkolo | Chorvatsko      | RNK Split       | 2-0                  | 0-0                  | 2-0      |
| 2011/12 | Evropská liga | 4. předkolo | Ukrajina        | Dněpropetrovsk  | 3-0                  | 0-1                  | 3-1      |
| 2011/12 | Evropská liga | Skupina     | Nizozemsko      | Twente          | 1-1                  | 0-1                  | 3. místo |
| 2011/12 | Evropská liga | Skupina     | Dánsko          | Odense          | 2-2                  | 2-0                  | 3. místo |
| 2011/12 | Evropská liga | Skupina     | Polsko          | Wisła Kraków    | 4-1                  | 0-1                  | 3. místo |

## Umístění v jednotlivých sezonách
Stručný přehled
Zdroj:
- 1898–1899: Southern Football League (Division Two London)
- 1899–1903: Southern Football League (Division Two)
- 1903–1907: Southern Football League (Division One)
- 1907–1928: Football League Second Division
- 1928–1932: Football League Third Division South
- 1932–1949: Football League Second Division
- 1949–1952: Football League First Division
- 1952–1959: Football League Second Division
- 1959–1968: Football League First Division
- 1968–1969: Football League Second Division
- 1969–1971: Football League Third Division
- 1971–1982: Football League Second Division
- 1980–1982: Football League Third Division
- 1982–1986: Football League Second Division
- 1986–1992: Football League Third Division
- 1992–1994: Football League Second Division
- 1994–1997: Football League Third Division
- 1997–1999: Football League Second Division
- 1999–2001: Football League First Division
- 2001–2014: Premier League
- 2014–2016: Football League Championship
- 2016–2018: English Football League Championship
- 2018–2019: Premier League
- 2019–2020: EFL Championship
- 2020–2021: Premier League
- 2021–2022: EFL Championship
- 2022– :Premier League

Jednotlivé ročníky
Zdroj:
Legenda: Z - zápasy, V - výhry, R - remízy, P - porážky, VG - vstřelené góly, OG - obdržené góly, +/- - rozdíl skóre, B - body, červené podbarvení - sestup, zelené podbarvení - postup, fialové podbarvení - reorganizace, změna skupiny či soutěže
| Anglie (1898 –)                                           |                                                |        |    |    |    |    |     |    |     |     |        |
| Sezóny                                                    | Liga                                           | Úroveň | Z  | V  | R  | P  | VG  | OG | +/- | B   | Pozice |
| 1898/99                                                   | Southern Football League (Division Two London) | –      | 22 | 6  | 4  | 12 | 36  | 44 | -8  | 16  | 10.    |
| 1899/00                                                   | Southern Football League (Division Two)        | –      | 20 | 10 | 4  | 6  | 44  | 23 | +21 | 24  | 2.     |
| 1900/01                                                   | Southern Football League (Division Two)        | –      | 16 | 8  | 0  | 8  | 38  | 26 | +12 | 16  | 5.     |
| 1901/02                                                   | Southern Football League (Division Two)        | –      | 16 | 13 | 0  | 3  | 51  | 19 | +32 | 26  | 1.     |
| 1902/03                                                   | Southern Football League (Division Two)        | –      | 10 | 7  | 1  | 2  | 27  | 7  | +20 | 15  | 1.     |
| 1903/04                                                   | Southern Football League (Division One)        | –      | 34 | 9  | 12 | 13 | 34  | 35 | -1  | 30  | 11.    |
| 1904/05                                                   | Southern Football League (Division One)        | –      | 34 | 14 | 10 | 10 | 46  | 34 | +12 | 38  | 6.     |
| 1905/06                                                   | Southern Football League (Division One)        | –      | 34 | 19 | 12 | 3  | 44  | 15 | +29 | 50  | 1.     |
| 1906/07                                                   | Southern Football League (Division One)        | –      | 38 | 20 | 13 | 5  | 58  | 32 | +26 | 53  | 1.     |
| 1907/08                                                   | Second Division                                | 2      | 38 | 22 | 5  | 11 | 82  | 49 | +33 | 49  | 4.     |
| 1908/09                                                   | Second Division                                | 2      | 38 | 13 | 11 | 14 | 58  | 48 | +10 | 37  | 10.    |
| 1909/10                                                   | Second Division                                | 2      | 38 | 14 | 13 | 11 | 51  | 43 | +8  | 41  | 7.     |
| 1910/11                                                   | Second Division                                | 2      | 38 | 15 | 7  | 16 | 52  | 48 | +4  | 37  | 10.    |
| 1911/12                                                   | Second Division                                | 2      | 38 | 16 | 7  | 15 | 66  | 58 | +8  | 39  | 8.     |
| 1912/13                                                   | Second Division                                | 2      | 38 | 17 | 5  | 16 | 65  | 55 | +10 | 39  | 9.     |
| 1913/14                                                   | Second Division                                | 2      | 38 | 16 | 6  | 16 | 46  | 43 | +3  | 38  | 11.    |
| 1914/15                                                   | Second Division                                | 2      | 38 | 15 | 7  | 16 | 53  | 47 | +6  | 37  | 12.    |
| V letech 1915 až 1918 se nehrála žádná pravidelná soutěž. |                                                |        |    |    |    |    |     |    |     |     |        |
| 1919/20                                                   | Second Division                                | 2      | 42 | 19 | 9  | 14 | 61  | 50 | +11 | 47  | 6.     |
| 1920/21                                                   | Second Division                                | 2      | 42 | 16 | 10 | 16 | 43  | 47 | -4  | 42  | 9.     |
| 1921/22                                                   | Second Division                                | 2      | 42 | 18 | 9  | 15 | 57  | 38 | +19 | 45  | 7.     |
| 1922/23                                                   | Second Division                                | 2      | 42 | 16 | 12 | 14 | 43  | 32 | +11 | 44  | 10.    |
| 1923/24                                                   | Second Division                                | 2      | 42 | 10 | 14 | 18 | 45  | 56 | -11 | 34  | 20.    |
| 1924/25                                                   | Second Division                                | 2      | 42 | 15 | 10 | 17 | 41  | 56 | -15 | 40  | 12.    |
| 1925/26                                                   | Second Division                                | 2      | 42 | 11 | 12 | 19 | 46  | 77 | -31 | 34  | 19.    |
| 1926/27                                                   | Second Division                                | 2      | 42 | 13 | 8  | 21 | 58  | 92 | -34 | 34  | 18.    |
| 1927/28                                                   | Second Division                                | 2      | 42 | 13 | 7  | 22 | 68  | 89 | -21 | 33  | 21.    |
| 1928/29                                                   | Third Division South                           | 3      | 42 | 21 | 10 | 11 | 101 | 71 | +30 | 52  | 5.     |
| 1929/30                                                   | Third Division South                           | 3      | 42 | 18 | 11 | 13 | 87  | 83 | +4  | 47  | 7.     |
| 1930/31                                                   | Third Division South                           | 3      | 42 | 18 | 7  | 17 | 77  | 75 | +2  | 43  | 9.     |
| 1931/32                                                   | Third Division South                           | 3      | 42 | 24 | 9  | 9  | 111 | 62 | +49 | 57  | 1.     |
| 1932/33                                                   | Second Division                                | 2      | 42 | 20 | 10 | 12 | 78  | 65 | +13 | 50  | 3.     |
| 1933/34                                                   | Second Division                                | 2      | 42 | 15 | 7  | 20 | 48  | 67 | -19 | 37  | 16.    |
| 1934/35                                                   | Second Division                                | 2      | 42 | 17 | 12 | 13 | 76  | 56 | +20 | 46  | 7.     |
| 1935/36                                                   | Second Division                                | 2      | 42 | 15 | 14 | 13 | 76  | 52 | +24 | 44  | 9.     |
| 1936/37                                                   | Second Division                                | 2      | 42 | 15 | 13 | 14 | 71  | 61 | +10 | 43  | 11.    |
| 1937/38                                                   | Second Division                                | 2      | 42 | 16 | 11 | 15 | 61  | 57 | +4  | 43  | 8.     |
| 1938/39                                                   | Second Division                                | 2      | 42 | 17 | 10 | 15 | 61  | 55 | +6  | 44  | 12.    |
| V letech 1939 až 1945 se nehrála žádná pravidelná soutěž. |                                                |        |    |    |    |    |     |    |     |     |        |
| 1946/47                                                   | Second Division                                | 2      | 42 | 15 | 9  | 18 | 63  | 74 | -11 | 39  | 15.    |
| 1947/48                                                   | Second Division                                | 2      | 42 | 15 | 10 | 17 | 47  | 46 | +1  | 40  | 11.    |
| 1948/49                                                   | Second Division                                | 2      | 42 | 24 | 9  | 9  | 77  | 37 | +40 | 57  | 1.     |
| 1949/50                                                   | First Division                                 | 1      | 42 | 10 | 14 | 18 | 41  | 54 | -13 | 34  | 17.    |
| 1950/51                                                   | First Division                                 | 1      | 42 | 13 | 11 | 18 | 52  | 68 | -16 | 37  | 18.    |
| 1951/52                                                   | First Division                                 | 1      | 42 | 8  | 11 | 23 | 58  | 77 | -19 | 27  | 22.    |
| 1952/53                                                   | Second Division                                | 2      | 42 | 17 | 10 | 15 | 81  | 71 | +10 | 52  | 8.     |
| 1953/54                                                   | Second Division                                | 2      | 42 | 17 | 10 | 15 | 98  | 85 | +13 | 44  | 8.     |
| 1954/55                                                   | Second Division                                | 2      | 42 | 14 | 11 | 17 | 76  | 79 | -3  | 39  | 14.    |
| 1955/56                                                   | Second Division                                | 2      | 42 | 20 | 6  | 16 | 89  | 79 | +10 | 46  | 9.     |
| 1956/57                                                   | Second Division                                | 2      | 42 | 19 | 4  | 19 | 84  | 76 | +8  | 42  | 11.    |
| 1957/58                                                   | Second Division                                | 2      | 42 | 20 | 12 | 10 | 97  | 59 | +38 | 52  | 5.     |
| 1958/59                                                   | Second Division                                | 2      | 42 | 27 | 6  | 9  | 96  | 61 | +35 | 60  | 2.     |
| 1959/60                                                   | First Division                                 | 1      | 42 | 17 | 10 | 15 | 73  | 80 | -7  | 44  | 10.    |
| 1960/61                                                   | First Division                                 | 1      | 42 | 14 | 8  | 20 | 72  | 95 | -23 | 36  | 17.    |
| 1961/62                                                   | First Division                                 | 1      | 42 | 13 | 7  | 22 | 66  | 74 | -8  | 33  | 20.    |
| 1962/63                                                   | First Division                                 | 1      | 42 | 14 | 10 | 18 | 50  | 71 | -21 | 38  | 16.    |
| 1963/64                                                   | First Division                                 | 1      | 42 | 13 | 13 | 16 | 58  | 65 | -7  | 39  | 15.    |
| 1964/65                                                   | First Division                                 | 1      | 42 | 11 | 12 | 19 | 60  | 78 | -18 | 34  | 20.    |
| 1965/66                                                   | First Division                                 | 1      | 42 | 14 | 7  | 21 | 67  | 85 | -18 | 35  | 20.    |
| 1966/67                                                   | First Division                                 | 1      | 42 | 11 | 12 | 19 | 71  | 83 | -12 | 34  | 18.    |
| 1967/68                                                   | First Division                                 | 1      | 42 | 10 | 7  | 25 | 56  | 98 | -42 | 27  | 22.    |
| 1968/69                                                   | Second Division                                | 2      | 42 | 7  | 11 | 24 | 40  | 81 | -41 | 25  | 22.    |
| 1969/70                                                   | Third Division                                 | 3      | 46 | 20 | 15 | 11 | 81  | 55 | +26 | 55  | 4.     |
| 1970/71                                                   | Third Division                                 | 3      | 46 | 24 | 12 | 10 | 68  | 41 | +27 | 60  | 2.     |
| 1971/72                                                   | Second Division                                | 2      | 42 | 12 | 10 | 20 | 45  | 68 | -23 | 34  | 20.    |
| 1972/73                                                   | Second Division                                | 2      | 42 | 16 | 12 | 14 | 58  | 49 | +9  | 44  | 9.     |
| 1973/74                                                   | Second Division                                | 2      | 42 | 16 | 10 | 16 | 39  | 43 | -4  | 42  | 13.    |
| 1974/75                                                   | Second Division                                | 2      | 42 | 13 | 16 | 13 | 44  | 39 | +5  | 42  | 9.     |
| 1975/76                                                   | Second Division                                | 2      | 42 | 13 | 14 | 15 | 45  | 47 | -2  | 40  | 12.    |
| 1976/77                                                   | Second Division                                | 2      | 42 | 11 | 13 | 18 | 54  | 61 | -7  | 35  | 17.    |
| 1977/78                                                   | Second Division                                | 2      | 42 | 14 | 13 | 15 | 49  | 49 | 0   | 41  | 10.    |
| 1978/79                                                   | Second Division                                | 2      | 42 | 13 | 15 | 14 | 50  | 47 | +3  | 41  | 10.    |
| 1979/80                                                   | Second Division                                | 2      | 42 | 11 | 7  | 24 | 42  | 74 | -32 | 29  | 20.    |
| 1980/81                                                   | Third Division                                 | 3      | 46 | 15 | 13 | 18 | 57  | 64 | -7  | 43  | 13.    |
| 1981/82                                                   | Third Division                                 | 3      | 46 | 21 | 15 | 10 | 77  | 51 | +26 | 78  | 3.     |
| 1982/83                                                   | Second Division                                | 2      | 42 | 20 | 9  | 13 | 64  | 47 | +17 | 69  | 4.     |
| 1983/84                                                   | Second Division                                | 2      | 42 | 15 | 12 | 15 | 60  | 53 | +7  | 57  | 11.    |
| 1984/85                                                   | Second Division                                | 2      | 42 | 19 | 8  | 15 | 68  | 64 | +4  | 65  | 9.     |
| 1985/86                                                   | Second Division                                | 2      | 42 | 10 | 6  | 26 | 45  | 69 | -24 | 36  | 22.    |
| 1986/87                                                   | Third Division                                 | 3      | 46 | 12 | 17 | 17 | 59  | 77 | -18 | 53  | 18.    |
| 1987/88                                                   | Third Division                                 | 3      | 46 | 19 | 9  | 18 | 69  | 60 | +9  | 66  | 9.     |
| 1988/89                                                   | Third Division                                 | 3      | 46 | 22 | 9  | 15 | 69  | 67 | +2  | 75  | 4.     |
| 1989/90                                                   | Third Division                                 | 3      | 46 | 12 | 15 | 19 | 55  | 66 | -11 | 51  | 20.    |
| 1990/91                                                   | Third Division                                 | 3      | 46 | 10 | 16 | 20 | 41  | 56 | -15 | 46  | 21.    |
| 1991/92                                                   | Third Division                                 | 3      | 46 | 19 | 13 | 14 | 57  | 53 | +4  | 70  | 9.     |
| 1992/93                                                   | Second Division                                | 3      | 46 | 16 | 17 | 13 | 57  | 55 | +2  | 65  | 12.    |
| 1993/94                                                   | Second Division                                | 3      | 46 | 14 | 10 | 22 | 50  | 63 | -13 | 52  | 21.    |
| 1994/95                                                   | Third Division                                 | 4      | 42 | 16 | 14 | 12 | 60  | 54 | +6  | 62  | 8.     |
| 1995/96                                                   | Third Division                                 | 4      | 46 | 12 | 17 | 17 | 57  | 63 | -6  | 53  | 17.    |
| 1996/97                                                   | Third Division                                 | 4      | 46 | 25 | 12 | 9  | 72  | 38 | +34 | 87  | 2.     |
| 1997/98                                                   | Second Division                                | 3      | 46 | 20 | 10 | 16 | 60  | 43 | +17 | 70  | 6.     |
| 1998/99                                                   | Second Division                                | 3      | 46 | 31 | 8  | 7  | 79  | 32 | +47 | 101 | 1.     |
| 1999/00                                                   | First Division                                 | 2      | 46 | 17 | 16 | 13 | 49  | 41 | +8  | 67  | 9.     |
| 2000/01                                                   | First Division                                 | 2      | 46 | 30 | 11 | 5  | 90  | 32 | +58 | 101 | 1.     |
| 2001/02                                                   | Premier League                                 | 1      | 38 | 10 | 14 | 14 | 36  | 44 | -8  | 44  | 13.    |
| 2002/03                                                   | Premier League                                 | 1      | 38 | 13 | 9  | 16 | 41  | 50 | -9  | 48  | 14.    |
| 2003/04                                                   | Premier League                                 | 1      | 38 | 14 | 10 | 14 | 52  | 46 | +6  | 52  | 9.     |
| 2004/05                                                   | Premier League                                 | 1      | 38 | 12 | 8  | 18 | 52  | 60 | -8  | 44  | 13.    |
| 2005/06                                                   | Premier League                                 | 1      | 38 | 14 | 6  | 18 | 48  | 58 | -10 | 48  | 12.    |
| 2006/07                                                   | Premier League                                 | 1      | 38 | 8  | 15 | 15 | 38  | 60 | -22 | 39  | 16.    |
| 2007/08                                                   | Premier League                                 | 1      | 38 | 8  | 12 | 18 | 38  | 60 | -22 | 36  | 17.    |
| 2008/09                                                   | Premier League                                 | 1      | 38 | 14 | 11 | 13 | 39  | 34 | +5  | 53  | 7.     |
| 2009/10                                                   | Premier League                                 | 1      | 38 | 12 | 10 | 16 | 39  | 46 | -7  | 46  | 12.    |
| 2010/11                                                   | Premier League                                 | 1      | 38 | 11 | 16 | 11 | 49  | 43 | +6  | 49  | 8.     |
| 2011/12                                                   | Premier League                                 | 1      | 38 | 14 | 10 | 14 | 48  | 51 | -3  | 52  | 9.     |
| 2012/13                                                   | Premier League                                 | 1      | 38 | 11 | 10 | 17 | 50  | 60 | -10 | 43  | 12.    |
| 2013/14                                                   | Premier League                                 | 1      | 38 | 9  | 5  | 24 | 40  | 85 | -45 | 32  | 19.    |
| 2014/15                                                   | The Championship                               | 2      | 46 | 14 | 10 | 22 | 62  | 83 | -21 | 52  | 17.    |
| 2015/16                                                   | The Championship                               | 2      | 46 | 12 | 15 | 19 | 66  | 79 | -13 | 51  | 20.    |
| 2016/17                                                   | EFL Championship                               | 2      | 46 | 22 | 14 | 10 | 85  | 57 | +28 | 80  | 6.     |
| 2017/18                                                   | EFL Championship                               | 2      | 46 | 25 | 13 | 8  | 79  | 46 | +33 | 88  | 3.     |
| 2018/19                                                   | Premier League                                 | 1      | 38 | 7  | 5  | 26 | 34  | 81 | -47 | 26  | 19.    |
| 2019/20                                                   | EFL Championship                               | 2      | 46 | 23 | 12 | 11 | 64  | 48 | +16 | 81  | 4.     |
| 2020/21                                                   | Premier League                                 | 1      | 38 | 5  | 13 | 20 | 27  | 53 | -62 | 28  | 18.    |
| 2021/22                                                   | EFL Championship                               | 2      | 46 | 27 | 9  | 10 | 106 | 43 | +63 | 90  | 1.     |
| 2022/23                                                   | Premier League                                 | 1      | 38 | 15 | 7  | 16 | 55  | 53 | +2  | 52  | 10.    |
| 2023/24                                                   | Premier League                                 | 1      | 38 | 13 | 8  | 17 | 55  | 61 | -6  | 47  | 13.    |

## Domovské stadiony

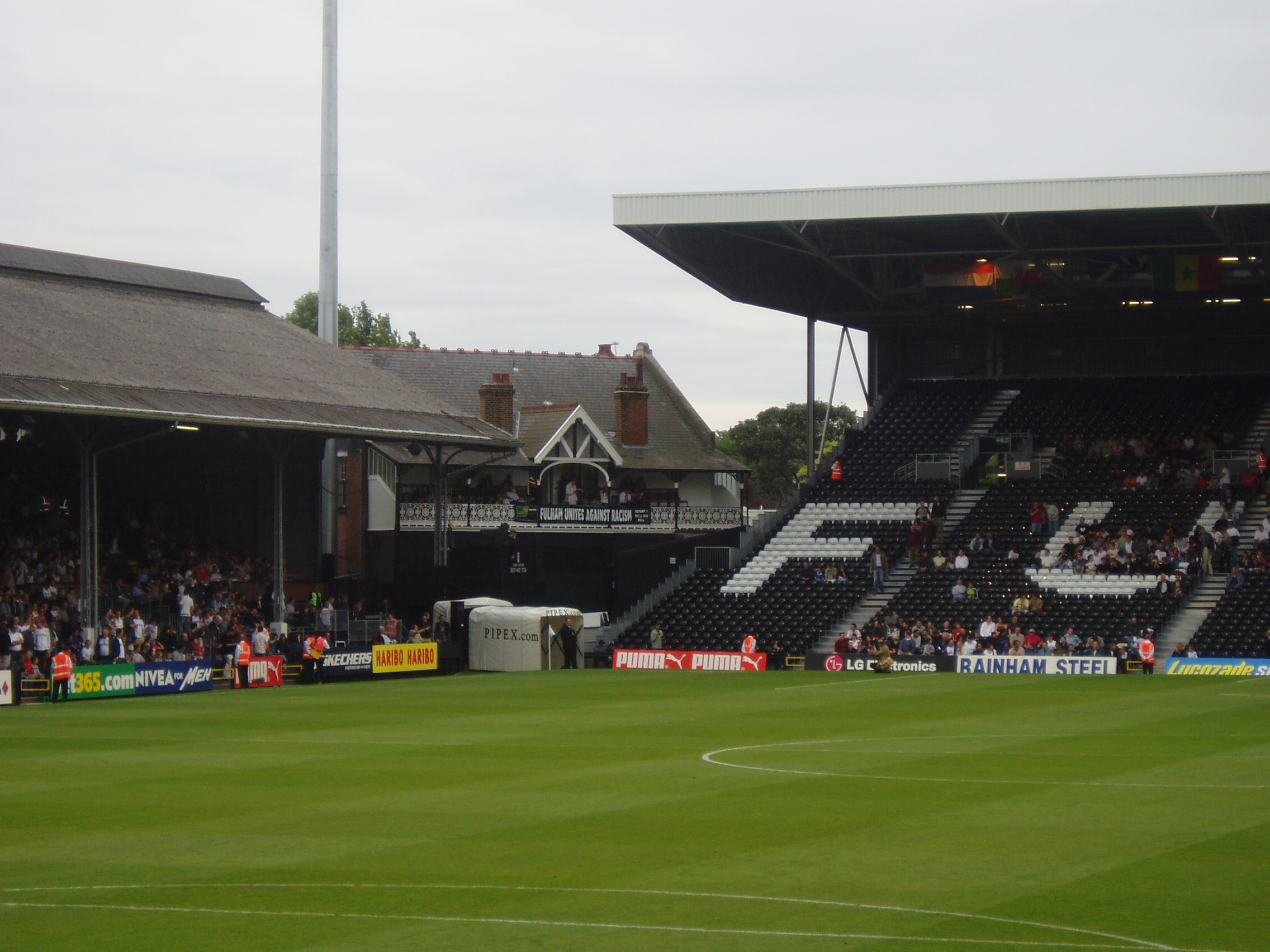
Craven Cottage

Od založení klubu v roce 1879 neměl tým vlastní hřiště až do roku 1896. Mezitím hrával na řadě stadionů a některé z nich jsou zaznamenány. Klub koupil Craven Cottage a okolní pozemky v roce 1894, ale musel ještě dva roky počkat, než zde mohl hrát.
- 1879 – Hurlingham Park, Fulham
- 1879–1883 – Star Road, Hammersmith
- 1883–1884 – Eel Brook Common, Fulham
- 1884–1885 – Lillie Rec, Fulham
- 1885–1886 – Putney Lower Common, Putney
- 1886–1888 – Ranelagh House, Fulham
- 1888–1889 – Barn Elms Playing Fields, Barnes
- 1889–1891 – Parsons Green, Fulham and Roskell's Fields
- 1891–1895 – Half Moon, Putney
- 1895–1896 – West Brompton
- 1896–2002 – Craven Cottage, Fulham
- 2002–2004 – Loftus Road, Shepherd's Bush (domácí stadion Queens Park Rangers, na kterém se muselo hrát z důvodu rekonstrukce Craven Cottage)
- 2004–dodnes – Craven Cottage, Fulham

## Získané trofeje

### Vyhrané domácí soutěže
- London Challenge Cup (1×)
  - 1910

### Vyhrané mezinárodní soutěže
- Pohár Intertoto (1×)
  - 2002

## Dresy

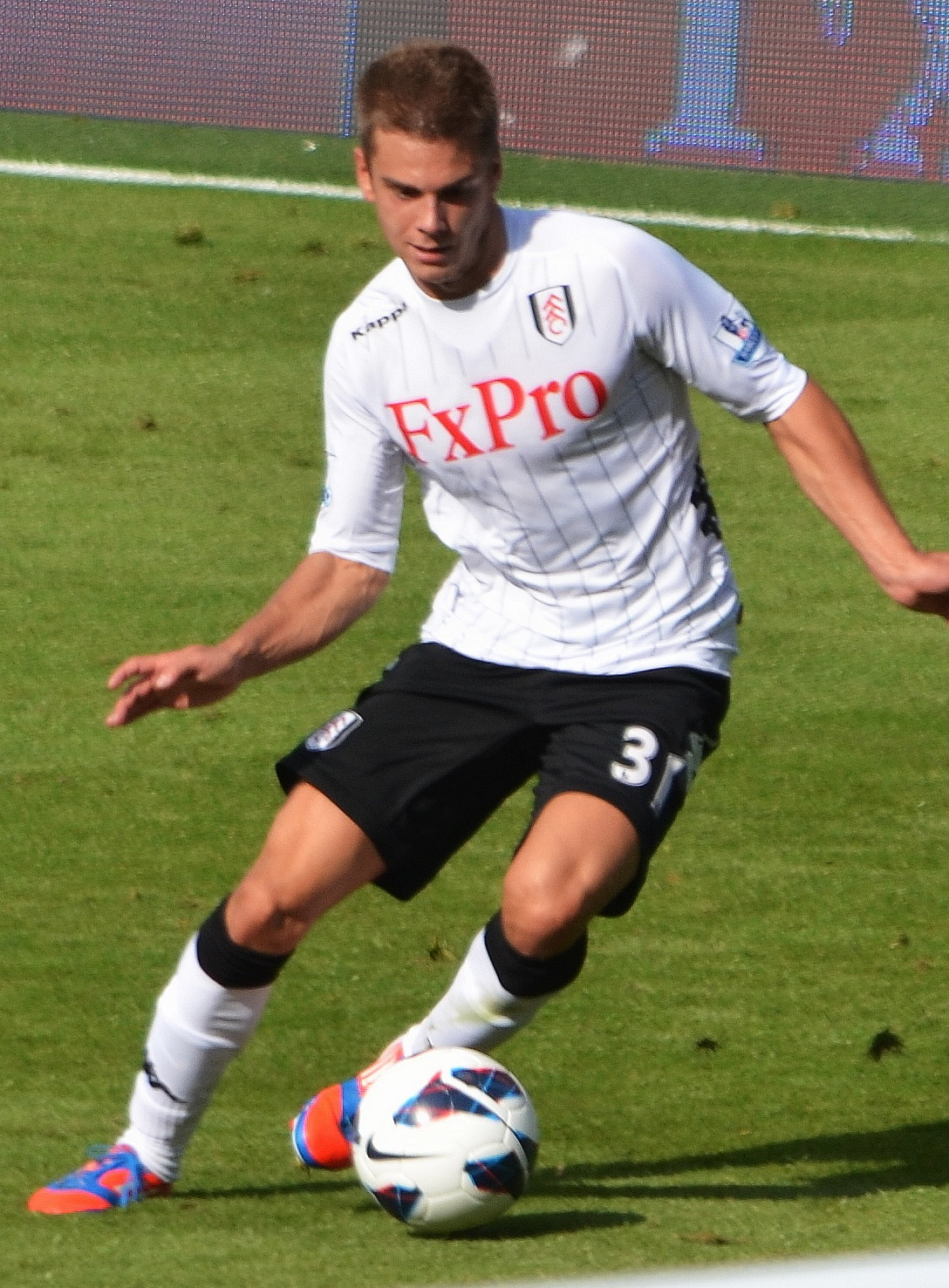
Alexander Kačaniklić v roce 2012

| Výrobce - 1974–1977: Umbro - 1977–1981: Adidas - 1981-1984: Osca - 1984-1987: Umbro - 1987-1990: Scoreline - 1990–1992: Ribero - 1992–1993: DMF Sportswear - 1993-1996: Vandanel - 1996-1997: Le Coq Sportif - 1997-2003: Adidas - 2003–2006: Puma - 2006–2007: Airness - 2007-2010: Nike - 2010–2013: Kappa - 2013–dodnes: Adidas |  | Sponzor - 1974–1984: žádný - 1984–1985: William Younger - 1985–1987: Prestige Travel - 1987: žádný - 1988: Emirates - 1988–1991: Teleconnect - 1991–1993: žádný - 1993–1998: GMB - 1998–2001: Demon Internet - 2001–2002: Pizza Hut - 2002–2003: Betfair.com - 2003–2005: dabs.com - 2005–2007: Pipex - 2007–2010: LG - 2010–2013: FxPro - 2013–2015: Marathonbet - 2015–2017 : Visit Florida - 2017–2018 : Grosvenor Casinos - 2018–dodnes : Dafabet |

### Historické dresy

#### Domácí
| 2019/20 | 2018/19 | 2017/18 | 2016/17 | 2015/16 | 2014/15   | 2013/14 |
| 2012/13 | 2011/12 | 2010/11 | 2009/10 | 2008/09 | 2007/2008 |         |

#### Venkovní
| 2019/20 | 2018/19 | 2017/18 | 2016/17 | 2015/16 | 2014/15 | 2013/14 |
| 2012/13 | 2011/12 | 2010/11 | 2009/10 | 2008/09 | 2007/08 |         |

### Speciální
| Evropská liga 2010 - finále |

## Statistiky

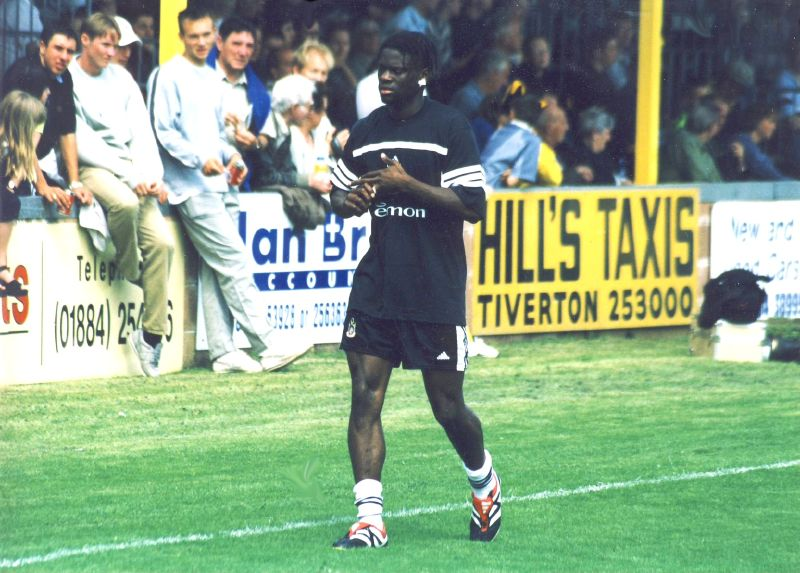
Louis Saha během svého působení ve Fulhamu

### Individuální rekordy
| Odehrané zápasy 1. 658 Johnny Haynes 2. 511 Eddie Lowe 3. 491 Les Barrett 4. 460 Frank Penn 5. 459 George Cohen |  | Vstřelené branky 1. 178 Gordon Davies 2. 158 Johnny Haynes 3. 154 Bradford Jezzard 4. 150 Jim Hammond 5. 134 Graham Leggat |

### Přestupy
- Rekordní nákup: André-Frank Zambo Anguissa z Marseille za 23 milionů liber v roce 2018
- Rekordní prodej: Ryan Sessegnon do Tottenhamu za 25 milionů liber v roce 2019

## Trenéři

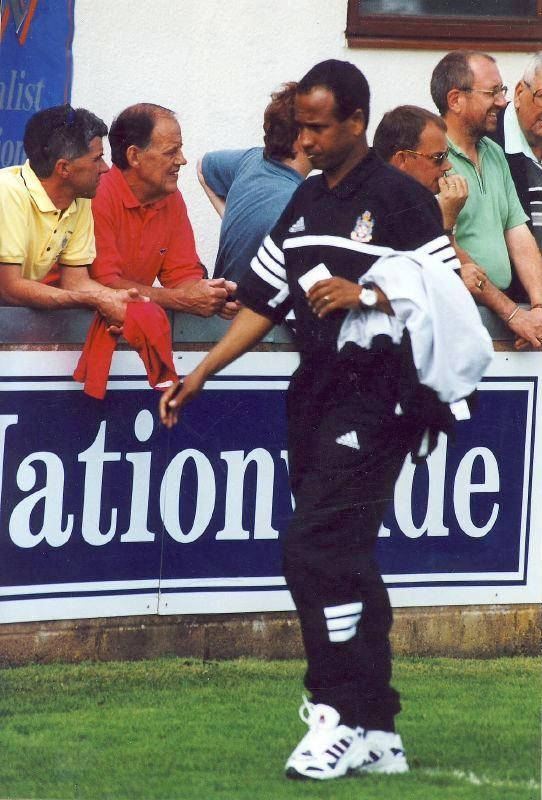
Jean Tigana, první trenér, který nepocházel z Velké Británie, působící v letech 2000–2003

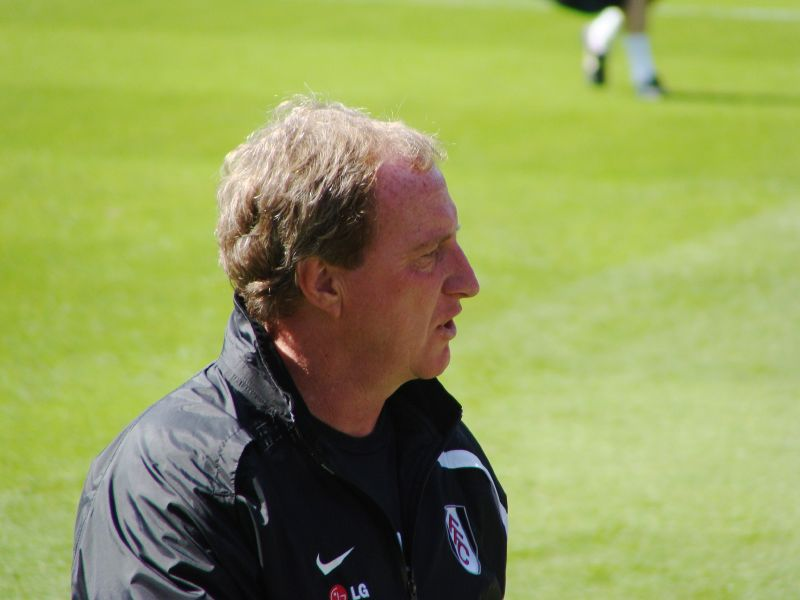
Ray Lewington, trenér v letech 1986–1990 a následně asistent působící od roku 2007. V současnosti je také asistentem anglické fotbalové reprezentace

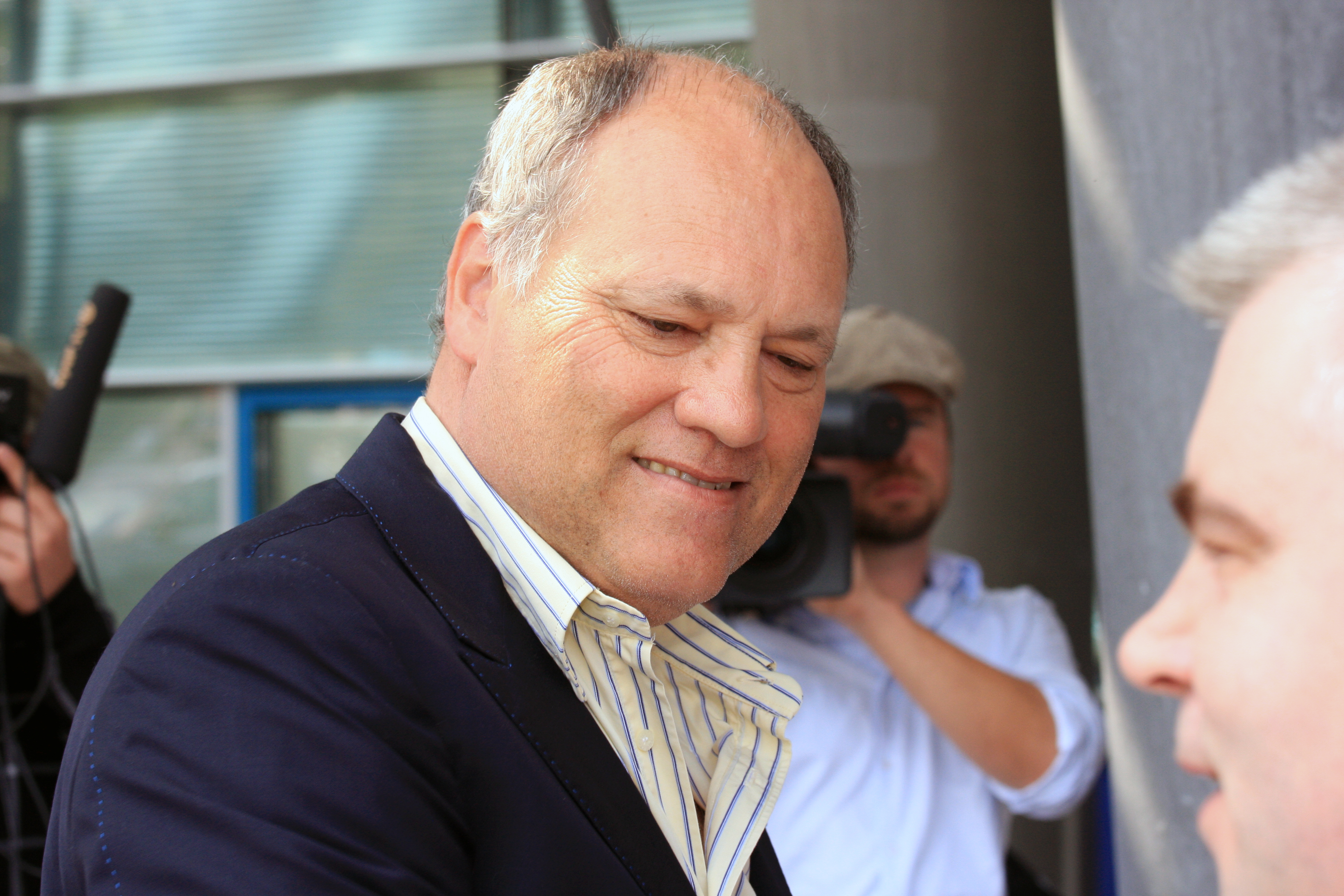
Martin Jol, trenér v letech 2011 až 2013

| Jméno             | Od   | Do   |
| ----------------- | ---- | ---- |
| Harry Bradshaw    | 1904 | 1909 |
| Phil Kelso        | 1909 | 1924 |
| Andy Ducat        | 1924 | 1926 |
| Joe Bradshaw      | 1926 | 1929 |
| Ned Liddell       | 1929 | 1931 |
| Jimmy McIntyre    | 1931 | 1934 |
| Jimmy Hogan       | 1934 | 1935 |
| Jack Peart        | 1935 | 1948 |
| Frank Osborne     | 1948 | 1949 |
| Bill Dodgin, Sr.  | 1949 | 1953 |
| Frank Osborne     | 1953 | 1956 |
| Doug Livingstone  | 1956 | 1958 |
| Bedford Jezzard   | 1958 | 1964 |
| Vic Buckingham    | 1965 | 1968 |
| Bobby Robson      | 1968 | 1968 |
| Bill Dodgin, Jr.  | 1969 | 1972 |
| Alec Stock        | 1972 | 1976 |
| Bobby Campbell    | 1976 | 1980 |
| Malcolm MacDonald | 1980 | 1984 |
| Ray Harford       | 1984 | 1986 |
| Ray Lewington     | 1986 | 1990 |
| Alan Dicks        | 1990 | 1991 |
| Don Mackay        | 1991 | 1994 |
| Ian Branfoot      | 1994 | 1996 |
| Micky Adams       | 1996 | 1997 |
| Ray Wilkins       | 1997 | 1998 |
| Kevin Keegan      | 1998 | 1999 |
| Paul Bracewell    | 1999 | 2000 |
| Jean Tigana       | 2000 | 2003 |
| Chris Coleman     | 2003 | 2007 |
| Lawrie Sanchez    | 2007 | 2007 |
| Roy Hodgson       | 2007 | 2010 |
| Mark Hughes       | 2010 | 2011 |
| Martin Jol        | 2011 | 2013 |
| René Meulensteen  | 2013 | 2014 |
| Felix Magath      | 2014 | 2014 |
| Kit Symons        | 2014 | 2015 |
| Slaviša Jokanović | 2015 | 2018 |
| Claudio Ranieri   | 2018 | 2019 |
| Scott Parker      | 2019 | 2021 |
| Marco Silva       | 2021 |      |

## Čeští hráči v klubu
Zde je seznam českých hráčů, kteří působili ve Fulhamu:
- Jan Laštůvka
- Jaroslav Drobný
- Marcel Gecov[4]
- Zdeněk Grygera[5]
- Tomáš Kalas